# Condado de Dade (Georgia)
El condado de Dade (en inglés: Dade County) es un condado en el estado estadounidense de Georgia. En el censo de 2000 el condado tenía una población de 15 154 habitantes. Forma parte del área metropolitana de Chattanooga. La sede de condado es Trenton. El condado fue fundado en 1837 y fue nombrado en honor al mayor Francis L. Dade, quien murió durante una batalla con los indios seminola.

## Geografía

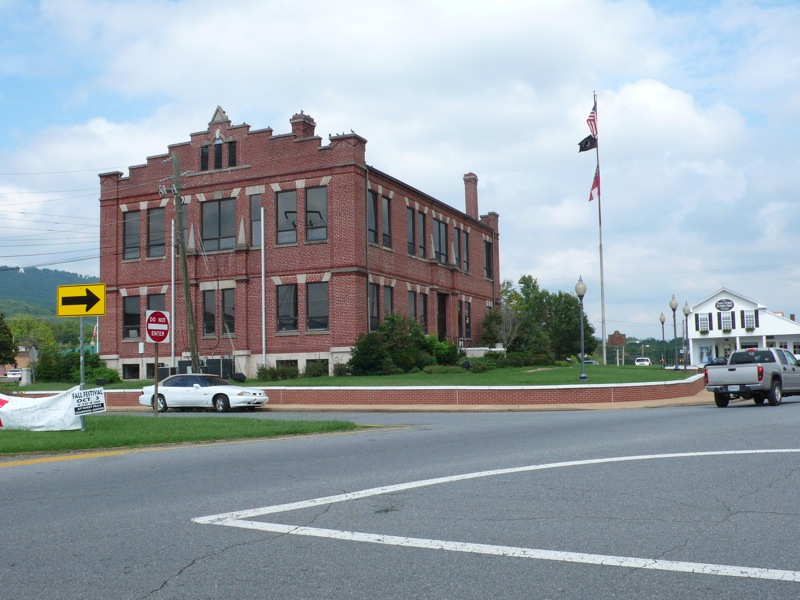
Juzgado del condado de Dade en Trenton.

Según la Oficina del Censo, el condado tiene un área total de 451  km² (174 sq mi), de la cual 451 km² (174 sq mi) es tierra y 0 km² (0 sq mi) es agua.

### Condados adyacentes
- Condado de Marion, Tennessee (norte)
- Condado de Hamilton, Tennessee (noreste)
- Condado de Walker (sureste)
- Condado de DeKalb, Alabama (suroeste)
- Condado de Jackson, Alabama (oeste)

### Áreas protegidas nacionales
- Chickamauga and Chattanooga National Military Park

## Autopistas importantes
- Interestatal 24
- Interestatal 59
- U.S. Route 11
- Ruta Estatal de Georgia 58
- Ruta Estatal de Georgia 136
- Ruta Estatal de Georgia 157
- Ruta Estatal de Georgia 189
- Ruta Estatal de Georgia 299
- Ruta Estatal de Georgia 301

## Demografía
En el  censo de 2000, hubo 15 154 personas, 5633 hogares y 4264 familias residiendo en el condado. La densidad poblacional era de 87 personas por milla cuadrada (34/km²). En el 2000 había 6224 unidades unifamiliares en una densidad de 36 por milla cuadrada (14/km²). La demografía del condado era de 97,51% blancos, 0,63% afroamericanos, 0,49% amerindios, 0,38% asiáticos, 0,03% isleños del Pacífico, 0,20% de otras razas y 0,76% de dos o más razas. 0,90% de la población era de origen hispano o latino de cualquier raza. 
La renta promedio para un hogar del condado era de $35 259 y el ingreso promedio para una familia era de $39 481. En 2000 los hombres tenían un ingreso medio de $31 534 versus $21 753 para las mujeres. La renta per cápita para el condado era de $16 127 y el 9,70% de la población estaba bajo el umbral de pobreza nacional.

## Ciudades y pueblos
- Rising Fawn
- Trenton
- Wildwood